# ام (فیلم ۱۹۵۱)
ام (به انگلیسی: M) فیلمی به کارگردانی جوزف لوزی و محصول ایالات متحدهٔ آمریکا، شرکت کلمبیا پیکچرز است که در سال ۱۹۵۱ منتشر شد. این فیلم بازسازی فیلم ام (۱۹۳۱) ساختهٔ فریتس لانگ است.

## بازیگران
- دیوید وین
- هوارد داسیلوا
- مارتین گابل
- لوتر ادلر
- ریموند بر
- گلن آندرس
- نورمن لوید
- جیم بکوس
- کارن مورلی
- مج بلیک